# Teal Marchande
Belinda Teal Marchande, (Lansing, 11 de janeiro de 1965), é uma ex-atriz norte-americana, conhecida por interpretar Sheryl Rockmore no seriado Kenan & Kel, da Nickelodeon. 
Teal já foi casada com o jogador de futebol americano Ravin Caldwell, com quem teve uma filha, Talia Caldwell, que jogou
basquete universitário na Universidade da Califórnia em Berkeley. Atualmente, ela reside em Los Angeles.

## Filmografia
| Ano         | Programa                       | Personagem      |
| ----------- | ------------------------------ | --------------- |
| 1994        | Martin                         | Mulher          |
| 1996 - 2000 | Kenan & Kel                    | Sheryl Rockmore |
| 1998        | The Good News                  | Jackie          |
| 1998        | Kraa! The Sea Monster          | Alma James      |
| 2000        | Two Heads Are Better Than None | Sheryl Rockmore |